# Supercoppa di Cina 2025
La Supercoppa di Cina 2025 è la ventesima edizione della Supercoppa di Cina.
Si è svolta il 7 febbraio 2024 allo Kunshan Olympic Sports Centre di Kunshan tra lo Shanghai Haigang, vincitore della Chinese Super League, e lo Shanghai Shenhua, secondo classificato.

## Partecipanti
| Squadre          | Qualificazione                     | Partecipazioni precedenti (il grassetto indica la vittoria) |
| ---------------- | ---------------------------------- | ----------------------------------------------------------- |
| Shanghai Haigang | Vincitore della Super League 2024  | 2 (2019, 2024)                                              |
| Shanghai Shenhua | Vincitore della Coppa di Cina 2023 | 6 (1995, 1998, 2001, 2003, 2018, 2024)                      |

## Tabellino
| Kunshan 7 febbraio 2025                                                                                     | Shanghai Haigang | 2 – 3                                                | Shanghai Shenhua | Kunshan Olympic Sports Centre (30927 spett.) |
| \| \| \| \| \| Gabrielzinho 7’, 80’ \| Marcatori \| 67’ Ibrahim Amadou 90+4’ Yu Hanchao 90+7’ André Luis \| |                  |                                                      |                  |                                              |
| |                  |                                                      |                  |                                              |
| Gabrielzinho 7’, 80’                                                                                        | Marcatori        | 67’ Ibrahim Amadou 90+4’ Yu Hanchao 90+7’ André Luis |                  |                                              |